# 4eVeR
4eVeR is een Vlaamse televisieserie voor de jeugd uitgezonden op de VRT-zender Ketnet. De serie liep in totaal 5 seizoenen, met in totaal 240 afleveringen en verhaalt over de vrienden Lore, Gamil, Robin en Emma en hun families. 4eVeR werd tweemaal genomineerd als Ketnetserie van het jaar, zowel op Het gala van de gouden K's 2017 als op de editie van 2018 maar moest tweemaal de duimen leggen voor een andere serie. Het eerste seizoen met 48 afleveringen werd geprogrammeerd in de lente van 2017, het tweede seizoen in de herfst van dat jaar. In 2018 werden toen respectievelijk het derde en vierde seizoen uitgezonden. Het vijfde en laatste seizoen volgde begin 2019.

## Rolverdeling
- Aaron Blommaert als Robin Declerq
- Sofie Bulckens als Lore Peeters
- Amir Motaffaf als Gamil el Amrani
- Rani Van Damme als Emma Jacobs
- Axana Kennes als Louise Jacobs
- Ruben Degroote als Steven Rubens
- Marc Hens als Bart
- Jeroen Medaer als Stefan Declerq
- Veerle Van Ransbeeck als Sarah
- Dries De Peuter als Guillaume Declerq
- Ryan Joostens als Tommy
- Mauro Janssens als Jesse